# Pedro Bueno
Pedro Bueno Villarejo (Villa del Río, 1910-Madrid, 14 de enero de 1993) fue un pintor español. Está considerado como uno de los mejores retratistas españoles del siglo XX.

## Biografía
Tras realizar sus estudios en el Colegio de su localidad natal, la Diputación Provincial de Córdoba le concedió una beca para continuar su formación en la Escuela de Artes y Oficios de Madrid, y más tarde en la Escuela Superior de Bellas Artes De San Fernando, donde recibió los premios "Molina Higuera" y "El Paular".
Una vez finalizada la contienda civil, comienza a colaborar con periódicos y revistas de ámbito nacional. Asimismo, en la década de los 40 del pasado siglo recibe una medalla en la Exposición Nacional de Bellas Artes gracias a la obra titulada "Retrato de la poetisa Dolores Catarineu". También participa en numerosas exposiciones por toda la geografía española (Galería Biosca, Buchholz, Balboa 13, etc.) e incluso internacional (Buenos Aires, El Cairo, etc.). 
Las principales distinciones que recibió durante su trayectoria profesional fueron las siguientes:
- Miembro de la Real Academia de Bellas Letras y Nobles Artes de Córdoba
- Medalla al Mérito en el trabajo (concedida tras Resolución del Consejo de Ministros)
- Premio Barón de Forna de la Real Academia de Bellas Artes De San Fernando
- Medalla de Oro de la Ciudad de Córdoba 
- Hijo Predilecto de Villa Del Río 
En su carrera pictórica destacan los bodegones y los retratos, siendo la maternidad el ejemplo más característico de su pintura. En su paleta de pintor sobresalen los tonos blanquiazules, grises y verdes. Se le considera un maestro en la creación de fondos neutros que hacen destacar las figuras del primer plano.
Las principales colecciones de su obra pertenecen a la Diputación Provincial de Córdoba y a la Fundación Cajasur. Actualmente gran parte de su obra está expuesta en su sala homónima del Museo Histórico Municipal "Casa de las Cadenas" de Villa Del Río (Córdoba) gracias al convenio firmado en 2014 entre el Ayuntamiento de Villa Del Río y la Fundación Cajasur para la cesión temporal de sus obras al consistorio villarrense.

## Becas y premios
- 1928  - Beca de estudios de la Diputación Provincial de Córdoba.

- 1931  - Premio Molina Higuera de la Real Academia de Bellas Artes de San Fernando.

- 1933  - Premio Molina Higuera de la Real Academia de Bellas Artes de San Fernando. - Premio Madrigal de la Real Academia de Bellas Artes de San Fernando a la culminación de sus estudios. - Pensionado Residencia de Pintores de El Paular (Madrid).

- 1936  - Pensionado para viajar a Italia por la Junta de Ampliación de Estudios (suspendida por el comienzo de la Guerra Civil).

- 1943  - Tercera Medalla de la Nacional de Bellas Artes.

- 1948  - Beca Conde de Cartagena para ampliación de estudios en Inglaterra.

- 1950  - Hijo predilecto de Villa del Río.

- 1951  - Premio Nacional Concurso de Alicante.

- 1952  - Segunda Medalla de la Nacional de Bellas Artes. - Primer Premio Arte y Hogar.

- 1954  - Primera Medalla de la Nacional de Bellas Artes.

- 1957  - Premio Concurso Nacional de Pintura de Córdoba. - Gran Premio de la Diputación Provincial de Córdoba, Exposición Nacional de  Bellas Artes. - Gran Premio “José Antonio Primo de Rivera”. - Premio en el VI Concurso Nacional de Pintura de Alicante.

- 1974  - Miembro de la Real Academia de Ciencias, Bellas Letras y Nobles Artes de Córdoba. - Medalla de Oro de la Ciudad de Córdoba.

- 1975  - Trofeo “Arcángel de Oro” otorgado en el II Festival Córdoba Joven.

- 1976  - IX Premio Zahira de Oro, Córdoba.

- 1979  - Medalla de Honor de Córdoba del Excmo. Ayto. de Córdoba.

- 1982  - Medalla de Oro al Mérito en el Trabajo, concedida por el Consejo de Ministros Gobierno de España.

- 1987  - Premio Barón de Forna de la Real Academia de Bellas Artes de San Fernando.

- 1988  - Cordobés del Año por designación popular coordinada por el Diario de Córdoba.

## Obras en museos y colecciones
- Círculo de Bellas Artes, Madrid.

- Excma. Diputación Provincial de Córdoba

- Excmo. Ayto. de Córdoba.

- Excmo. Ayto. de Villa del Río.

- Museo Nacional Centro de Arte Reina Sofía, Madrid.

- Museo Nacional de Bellas Artes (Argentina), Buenos Aires.

- Museo de Jaén, Jaén.

- Real Academia de Bellas Artes de San Fernando, Madrid.

## Exposiciones
Exposiciones individuales
1944: Sala Biosca, Madrid.
1945: Galería Buchholz, Madrid.
1966: Sala Mateo Inurria, Córdoba, Universidad, Vicerrectorado de Extensión Universitaria y Relaciones Institucionales, mayo-junio.
1974: Galería Estudio 52, Córdoba.
1975: Exposición Antológica, Galería Biosca, Madrid.
1986: Exposición Antológica, Palacio de Viana de Córdoba.
Exposiciones colectivas (selección)
1943: Salón de los Once, Galería Biosca, Madrid (promovida por Eugenio D’Ors). “Autorretratos”, Museo Nacional de Arte Moderno, Madrid. Exposición Nacional de Bellas Artes, Madrid.
1947: Arte Contemporáneo Español, Pintura y Escultura, Buenos Aires-Río de Janeiro. Itinerante.
1950: Exposition d’Art Espagnol. Organizada por la Dirección General de Relaciones Culturales, itinerante: A l’Atelier, Alexandria-El Cairo.
1951: Primera Bienal Hispano-Americana de Arte, Madrid.
1954: IV Exposición de la Escuela de Madrid, Galería Mayer, Madrid. II Bienal Hispanoamericana de Arte, La Habana, Cuba.
1955: III Bienal Hispanoamericana de Arte, Barcelona.
1960: Exposición Internacional de Arte Contemporáneo, Lisboa.
1962: Escuela de Madrid, Sala Quixote, Madrid.
1992: “Recordando Artistas. España Siglo XX, II” Galería Leandro Navarro, Madrid, mayo-junio.